# Ceratostomella dubia
Ceratostomella dubia är en svampart som först beskrevs av Pier Andrea Saccardo, och fick sitt nu gällande namn av Pier Andrea Saccardo 1882. Ceratostomella dubia ingår i släktet Ceratostomella och familjen Annulatascaceae.   Inga underarter finns listade i Catalogue of Life.